# 吉寿屋
株式会社吉寿屋（よしや）は、大阪府摂津市に本社を置く日本の菓子卸売業者。　

## 概要
徳島県鳴門市出身の神吉武司が1964年（昭和39年）6月1日、大阪市北区にて菓子の卸売・流通商社を立ち上げたのが始まりで、1968年（昭和43年）に法人化。1986年（昭和61年）10月には「お菓子のデパートよしや」を開設し、国内初となるお菓子のフランチャイズ店舗事業に乗り出す。2014年（平成26年）現在「お菓子のデパートよしや」の店名で直営店36店舗、おかしのデパートの店名でFC契約82店舗計118店舗を運営している。

## 関連商品
- 映像作品「DOIT!シリーズ Vol.89 早起き!やる気!楽しい仕事! 株式会社吉寿屋」（ブロックス・2006年4月発行[2]）
- 神吉武司著「早起き力 社員が幸せになり会社も伸びる最も簡単な方法」（PHP研究所・2009年3月13日発売[3]）ISBN 9784569704920

## テレビ番組
- 日経スペシャル カンブリア宮殿（テレビ東京）
  - 利益を社員に大盤振る舞い！ ～もっと働きたくなる最強経営術の全貌～（2016年9月1日）[4]
  - 新型コロナに立ち向かう！不屈の経営者SP（2020年5月28日）[5]